# Galaxiella
Galaxiella är ett släkte av fiskar. Galaxiella ingår i familjen Galaxiidae.
Kladogram enligt Catalogue of Life:
| Galaxiella | \| \| Galaxiella munda \| \| \| \| \| \| Galaxiella nigrostriata \| \| \| \| \| \| Galaxiella pusilla \| \| \| \| |
|            | \| \| Galaxiella munda \| \| \| \| \| \| Galaxiella nigrostriata \| \| \| \| \| \| Galaxiella pusilla \| \| \| \| |
|            | Aplochiton |
|            | |
|            | Brachygalaxias |
|            | |
|            | Galaxias |
|            | |
|            | Lovettia |
|            | |
|            | Neochanna |
|            | |
|            | Paragalaxias |
|            | |
|            | Galaxiella munda                                                                                                  |
|            | |
|            | Galaxiella nigrostriata                                                                                           |
|            | |
|            | Galaxiella pusilla                                                                                                |
|            | |

|  | Galaxiella munda        |
|  |                         |
|  | Galaxiella nigrostriata |
|  |                         |
|  | Galaxiella pusilla      |
|  |                         |